# 이동근 (배드민턴 선수)
이동근(1990년 11월 20일~)은 대한민국의 배드민턴 선수이다. 당진시청 소속으로 활동하고 있으며, 2014년 아시안 게임에서 금메달을 획득했다.